# 瑞维尼莱瓦莱
瑞维尼莱瓦莱（法語：Juvigny les Vallées，法語發音：[ʒyviɲi le vale]）是法国芒什省的一个市镇，属于阿夫朗什区。

## 地名
该地名“瑞维尼莱瓦莱”（Juvigny les Vallées）由两部分组成：“瑞维尼”（Juvigny），该市镇的前身及主体瑞维尼勒泰特尔；“莱瓦莱”（les Vallées），法语意为“谷”。

## 历史
瑞维尼莱瓦莱成立于2017年，由以下7个市镇合并而成：
- 拉巴佐日（La Bazoge）
- 贝尔方丹（Bellefontaine）
- 沙斯盖（Chasseguey）
- 谢朗塞勒鲁塞勒（Chérencé-le-Roussel）
- 瑞维尼勒泰特尔（Juvigny-le-Tertre）
- 勒梅尼勒兰夫赖（Le Mesnil-Rainfray）
- 勒梅尼勒托沃（Le Mesnil-Tôve）

其中瑞维尼勒泰特尔为政府驻地。

## 地理
瑞维尼莱瓦莱（48°40'39"N, 1°1'12"W）面积57.25 平方千米，位于法国诺曼底大区芒什省，该省份为法国西北部沿海省份，西、北、东北三面环大西洋，东起顺时针与卡爾瓦多斯省、奧恩省、马耶讷省和伊勒-维莱讷省接壤。
与瑞维尼莱瓦莱接壤的市镇（或旧市镇、城区）包括：布鲁安、圣巴泰勒米、圣克莱芒-朗库德赖、罗马尼-丰特奈、勒梅尼拉尔、格朗帕里尼、雷菲韦耶、勒梅尼勒阿德莱、勒梅尼勒吉尔贝、兰雅尔、佩里耶昂博菲塞勒、苏尔德瓦勒。
瑞维尼莱瓦莱的时区为UTC+01:00、UTC+02:00（夏令时）。

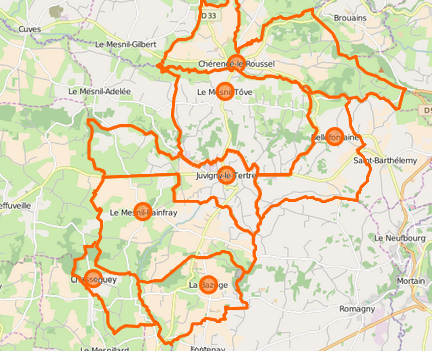
瑞维尼莱瓦莱的OSM定位图

## 行政
瑞维尼莱瓦莱的邮政编码为50520，INSEE市镇编码为50260。

## 政治
瑞维尼莱瓦莱所属的省级选区为伊西尼-勒比阿县。

## 人口
瑞维尼莱瓦莱于2022年1月1日时的人口数量为1678人。